# Чернышов, Пётр Николаевич
Пётр Николаевич Чернышов (1901 – 1966) — генерал-майор Советской Армии (3.05.1942), участник Великой Отечественной войны, Почётный гражданин Смоленска (1965).

## Биография
Родился 12 февраля 1901 года в Могилёве. В 1917 году добровольно вступил в один из отрядов Красной Гвардии. Принимал активное участие в установлении Советской власти на Могилёвщине. После введения немецких войск на территорию Белоруссии по итогам Брест-Литовского мирного договора, вступил в партизанский отряд. Вскоре был взят в плен и отправлен в лагерь. В 1920 году был выпущен и вернулся в Советскую Россию. В том же году добровольно пошёл на службу в Рабоче-крестьянскую Красную Армию. Принимал участие в подавлении Кронштадтского восстания, борьбе с бандформированиями в Белоруссии, Ставрополье, на Кавказе. В 1923 году окончил командные курсы, в 1929 году — курсы «Выстрел», после чего проходил службу на различных командных должностях.
Перед началом Великой Отечественной войны занимал должность командира 152-й стрелковой дивизии Дальневосточного военного округа. Вместе со своей дивизией был переброшен на Западный фронт. Дивизия была включена в состав 16-й армии под командованием генерал-майора М. Ф. Лукина. Во главе дивизии участвовал в Смоленском сражении. В ночь с 20 на 21 июля 1941 года части дивизии в ходе контратаки ворвались на западную окраину Смоленска и захватили железнодорожный вокзал, а к 27 июля вышли к Днепру, освободив всю северную часть города. В ночь с 28 на 29 июля по приказу командования дивизия оставила город.
В одном из последующих боёв был тяжело ранен и больше месяца находился на лечении. После выписки из госпиталя получил назначение на должность командира 18-й стрелковой дивизии. В этой должности участвовал в боях на Волоколамском направлении, заняв населённые пункты Шеметково, Бакеево и Дедово. 12 декабря дивизия форсировала реки Истру и Рузу. Только за декабрь 1941 года дивизия уничтожила около 17 тысяч вражеских солдат и офицеров, а также большое количество боевой техники и боеприпасов противника. 5 января 1942 она была преобразована в 11-ю гвардейскую стрелковую дивизию, а П. Н. Чернышов 3 мая 1942 получил воинское звание генерал-майора.
В августе 1942 года во время боёв в районе реки Жиздра немецкие танковые подразделения прорвали оборону дивизии. 18 августа противник разгромил штаб дивизии, а 19 августа — запасной командный пункт. Под предлогом того, что у него расстройство желудка, Чернышов самовольно оставил дивизию и выехал в деревню Коньшино, которая находилась в 11 километрах от линии фронта. Командование армии приняло решение отдать Чернышова под суд Военного трибунала Западного фронта, однако никаких реальных мер в отношение него не последовало.
С 30 августа 1942 года командовал 239-й стрелковой дивизией, затем с 19 июня 1943 года — 382-й стрелковой дивизией, с 26 января по 11 апреля 1945 года — 17-й гвардейской стрелковой дивизией. Конец войны встретил в Восточной Пруссии.
После окончания войны продолжил службу в армии. Служил в Туркестанском и Закавказском военных округах, затем командовал береговой обороной военно-морской базы Балтийского флота. В 1956 году уволен в запас.
Проживал в Москве, умер 11 марта 1966 года.

## Награды
Был награждён орденом Ленина и тремя орденами Красного Знамени, орденом Республики (Тува), а также рядом медалей.

## Память
Решением Смоленского городского Совета от 8 мая 1965 года за «героизм и мужество, смелость и отвагу, проявленные в боях за город герой-Смоленск летом 1941 года» Пётр Николаевич Чернышов был удостоен звания Почётного гражданина Смоленска. В память о боях, которые вела в городе его дивизия, на зданиях железнодорожного вокзала и главного корпуса завода имени М. И. Калинина установлены мемориальные доски.